# Capsicum annuum
Capsicum annuum L., 1753 è una pianta erbacea della famiglia delle Solanacee, da cui si ricavano sia peperoni che peperoncini.
È la più coltivata al mondo tra le cinque specie principali del genere Capsicum. Oltre a moltissime cultivar, comprende anche il C. annuum var. gabriusculum (chiltepin), ritenuto da molti la sottospecie selvatica più vicina all'antenato comune di tutte le specie, evolutosi tra Brasile e Bolivia, in quanto vanta l'areale più vasto: Perù, Caraibi, Argentina, arrivando fino a Texas, Florida, California, Louisiana e Arizona.
Già all'arrivo degli Spagnoli in Messico, gli Aztechi avevano sviluppato dozzine di varietà di C. annuum, secondo lo storico Bernardino de Sahagún vissuto intorno al 1529.

## Descrizione
C. annuum è un arbusto a portamento eretto, ha foglie lanceolate, verdi. Può essere presente una peluria su fusto e pagina superiore delle foglie. I fiori, bianchi, singoli, con stami giallo/verdi, a 5-7 petali, compaiono all'ascella delle foglie, uno per nodo, in estate. Il frutto è una bacca di colore verde all'inizio, con colorazioni del frutto maturo dal bianco al viola, passando per le varie tonalità di giallo, arancio e rosso. Anche la forma è variabilissima: dai minuscoli chiltepin, ai peperoni dolci, ai contorti Peter Pepper Red di forma fallica.

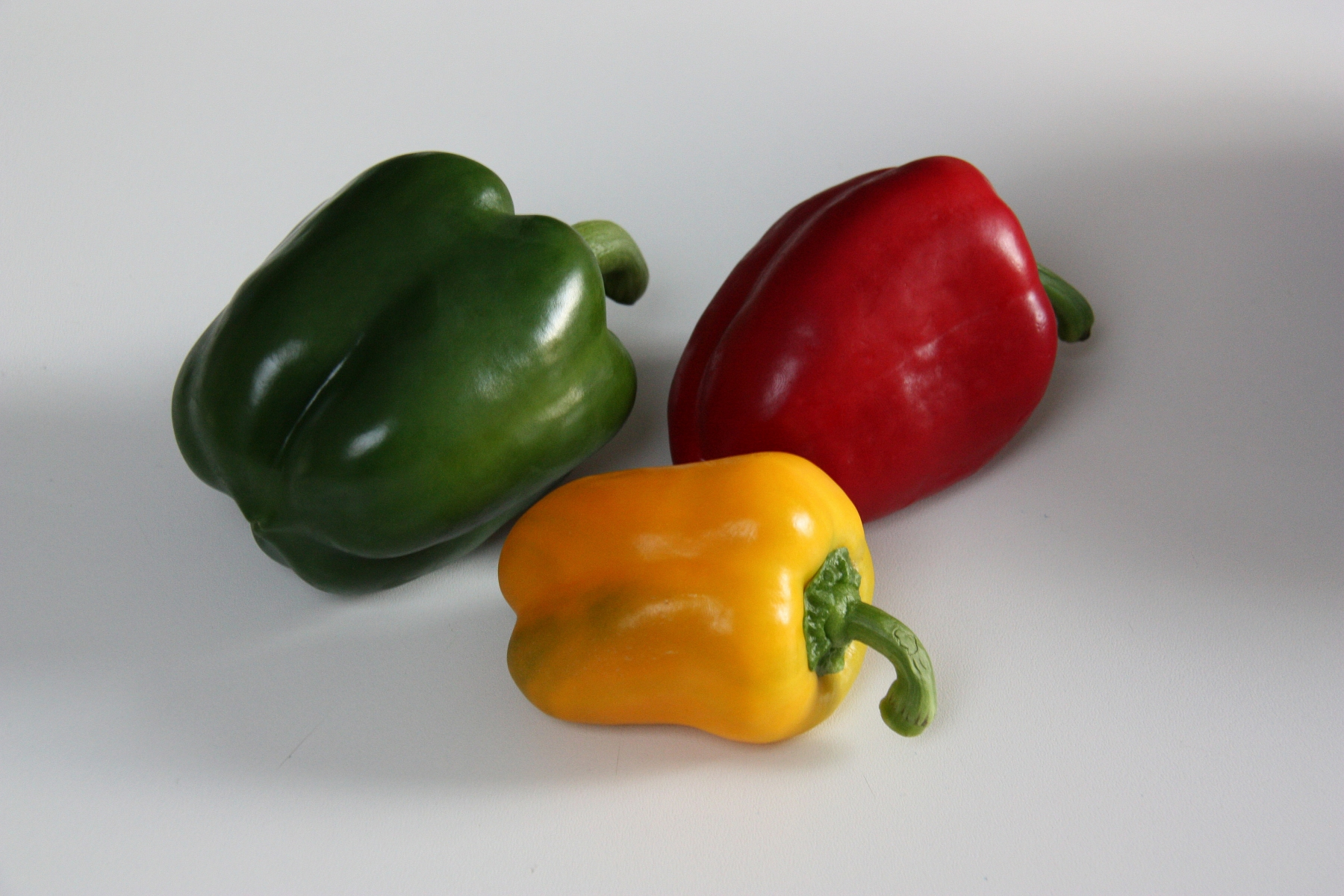
Peperoni

Le varietà gabriusculum (chiltepin) hanno la capacità di produrre e trattenere composti capsaicinoidi, conferendo ai loro frutti un sapore piccante che può variare in intensità che va a da 100.000 a 200.000 unità di Scoville. Produce fiori bianchi e bacche che sono rosse quando sono mature.
La varietà dolce di C. annuum (il peperone) è molto diversa dai peperoni chiltepin in quanto non contiene alte concentrazioni di capsaicina e ha un valore di 0 sulla scala Scoville. I peperoni crescono su piante arbustive e i frutti sono grandi, quadrangolari e carnosi. Possono anche raggiungere un peso di 500 grammi e sono disponibili in molti colori tra cui giallo, arancione, rosso e verde. Sebbene questa varietà sia priva di capsaicinoidi, è comunque ricca di vari composti bioattivi, carotenoidi e vitamine che la rendono una coltura di valore.

## Distribuzione e habitat
C. annuum ha un areale nativo che si estende dagli Stati Uniti al Brasile e ai Caraibi. Cresce principalmente in climi tropicali stagionalmente secchi.
La pianta del peperone è originaria del continente americano ed arriva in Europa, assieme al pomodoro, nel secolo XVI, importata dalle spedizioni spagnole e portoghesi nelle terre del nuovo mondo.
La loro coltivazione li fece presto diventare un ortaggio molto comune nella cucina di tutti i paesi d'Europa.

## Coltivazione
Al giorno d'oggi viene coltivato, nelle diverse varietà, in tutto il mondo raggiungendo una superficie coltivata che supera 1,5 milioni di ettari. Il prodotto, pur essendo meramente estivo, si trova comunque tutto l'anno in quanto viene coltivato in serra.

## Usi

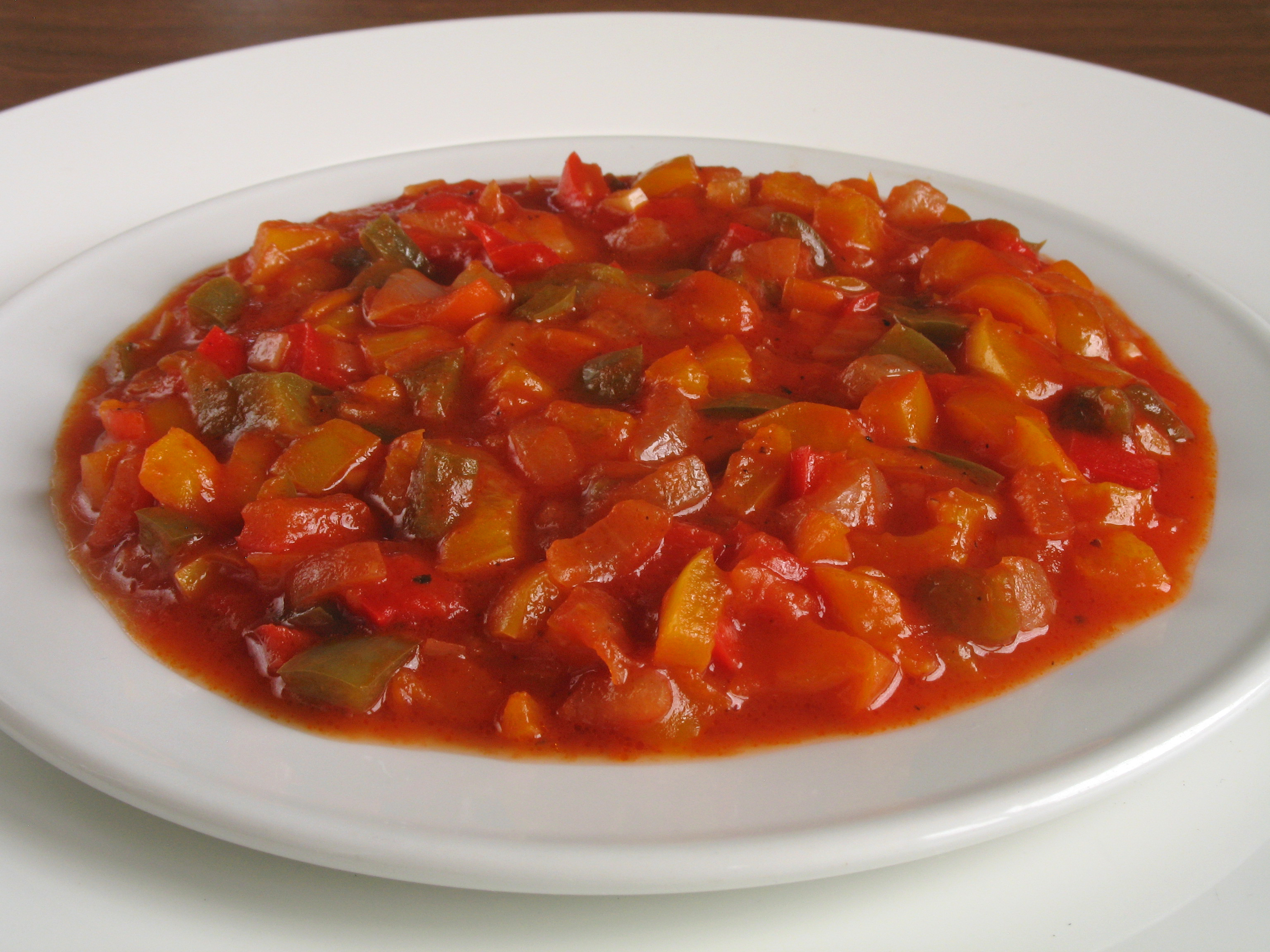
Peperonata

Esistono diversi modi in cui questa specie può essere utilizzata negli alimenti, tra cui fresca, essiccata, in salamoia o in polvere. Le varietà di C. annuum in aggiunta al loro sapore e alle loro proprietà coloranti, sono anche molto ricche di micronutrienti, comprese le vitamine: A, B, B3, C e P.
La specie è una fonte di peperoni dolci e peperoncini piccanti, con numerose varietà coltivate in tutto il mondo, ed è la fonte di spezie popolari come pepe di Caienna, peperoncino e paprika in polvere.
Le sostanze chimiche capsinoidi forniscono i gusti distintivi delle varianti di C. annuum. In particolare, la capsaicina crea una sensazione di bruciore (piccantezza), che in casi estremi può durare diverse ore dopo l'ingestione. La scala Scoville è stata creata per misurare la piccantezza dei peperoni, peperoncini e di altri alimenti.
Il peperone può essere mangiato crudo, in insalate, in pinzimonio o con la bagna càuda piemontese oppure cotto, arrostito sulla brace, nella peperonata, nella caponata e nella ciambotta o nella ratatouille. Possono inoltre essere conservati in vari modi, ad esempio sott'olio o sotto vinaccia.

## Avversità
I più importanti insetti che attaccano il peperone sono la mosca bianca (Trialeurodes vaporariorum), i lepidotteri Heliothis armigera e Spodoptera littoralis e l'afide Macrosiphum euphorbiae.

## Galleria d'immagini

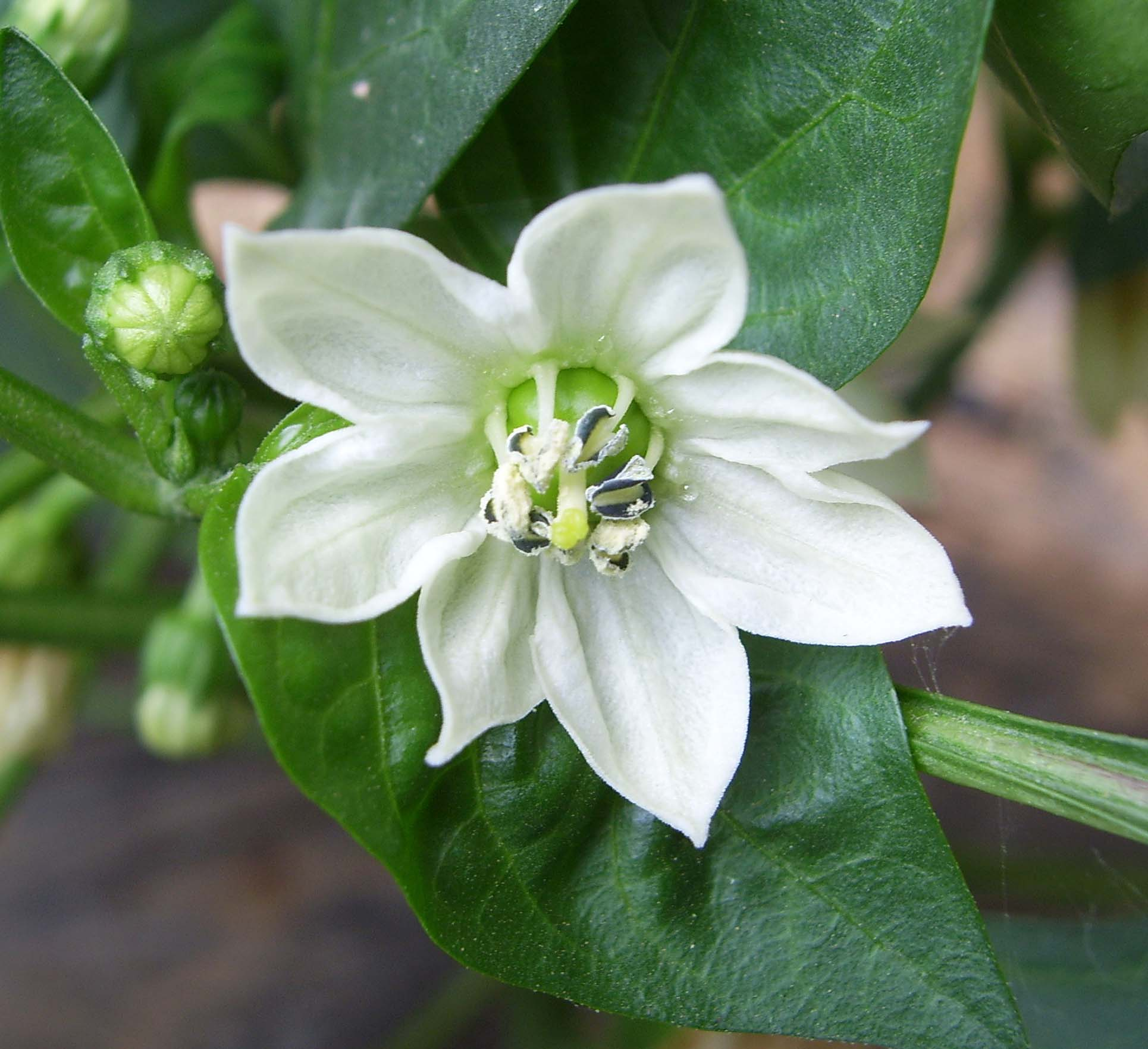
Dettaglio del fiore
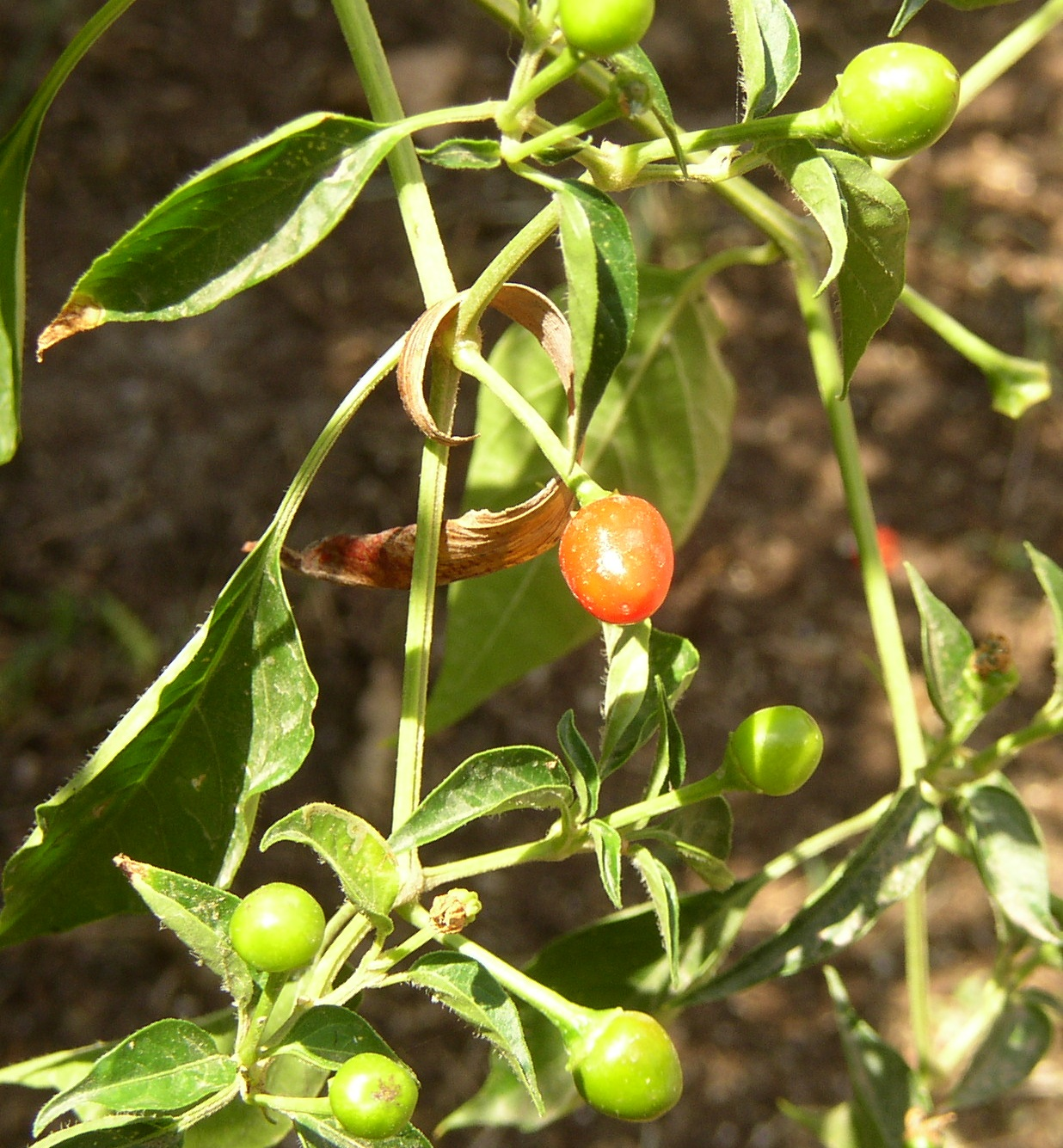
Chiltepin, C. annuum var. gabriusculum
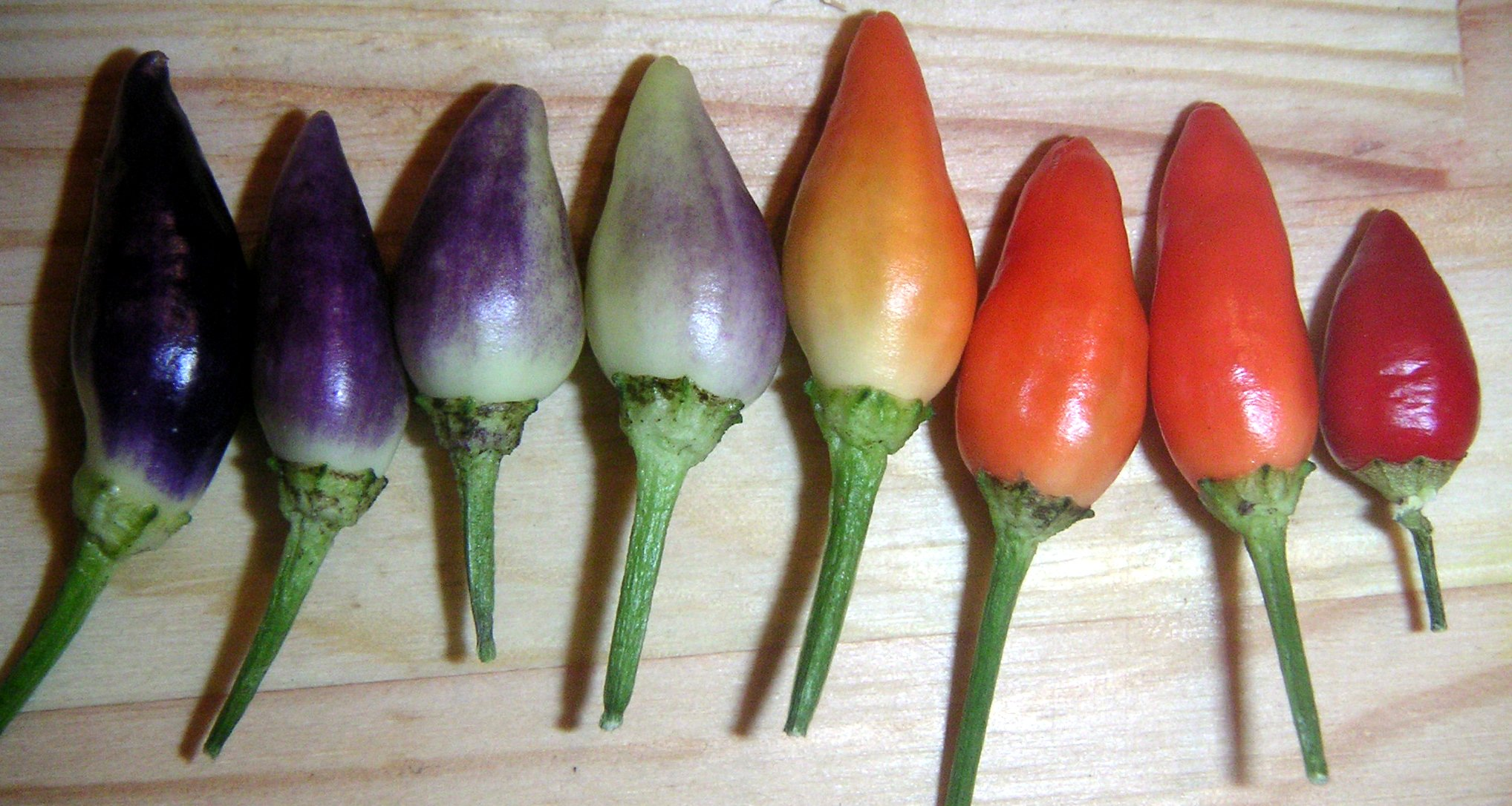
Varietà NuMex Twilight
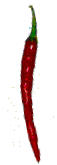
Varietà Cayenne Joe's Long
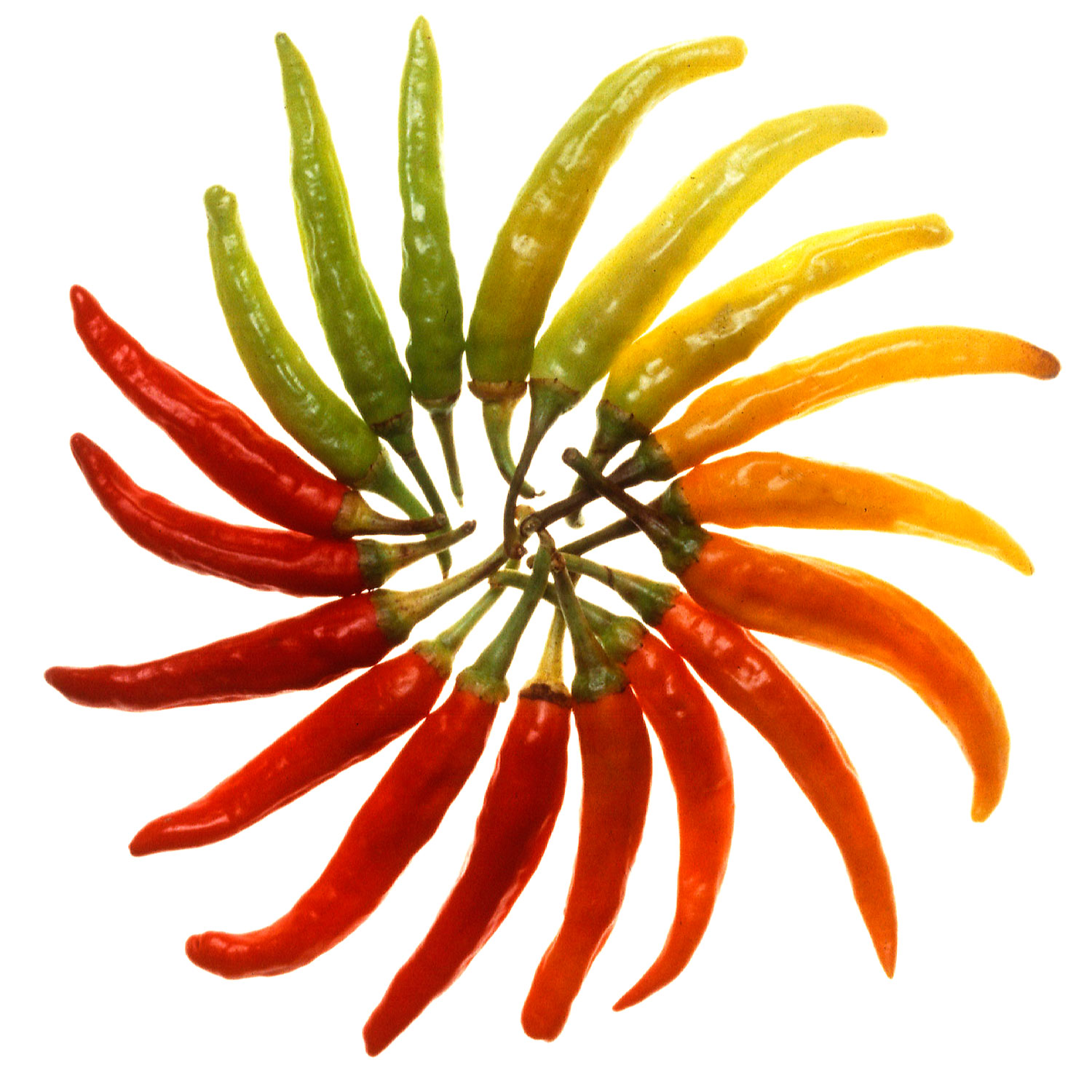
Varietà Charleston Hot in vari stadi di maturazione

## Piccantezza
La variabilità del contenuto in capsaicina, e quindi di piccantezza, all'interno di C. annuum varia da zero a più di 100.000 unità di Scoville. Nella tabella si riporta la piccantezza delle principali varietà e cultivar di C. annuum. Non sono inclusi peperoncini appartenenti alle specie C. frutescens o C. chinense che possono raggiungere piccantezze ancora più elevate.
| Unità di Scoville | Esempi             |
| ----------------- | ------------------ |
| 50,000–100,000    | Bird's eye         |
| 25,000–50,000     | Pepe di Caienna    |
| 10,000–25,000     | Serrano del Sol,   |
| 2,500–10,000      | Jalapeño, Guajillo |
| 1,000–2,500       | Poblano            |
| 500–1,000         | Cubanelle          |
| 0–500             | Pimiento           |
| 0                 | Peperone           |